# Сакатон (Аризона)
Сакатон (англ. Sacaton) також Гее Кі (піма Geʼe Ki:)  — переписна місцевість (CDP) в США, в окрузі Пінал штату Аризона. Населення — 3254 особи (2020).

## Географія
(Аризона) розташований за координатами 33°4′45″ пн. ш. 111°46′6″ зх. д. / 33.07917° пн. ш. 111.76833° зх. д. (33.079286, -111.768246). За даними Бюро перепису населення США в 2010 році переписна місцевість мала площу 21,03 км², уся площа — суходіл.

## Демографія
Згідно з переписом 2010 року, у переписній місцевості мешкали 2672 особи в 628 домогосподарствах у складі 512 родин. Густота населення становила 127 осіб/км². Було 671 помешкання (32/км²).
Расовий склад населення:
| - 93,9 % — корінних американців - 1,8 % — білих - 0,1 % — чорних або афроамериканців |

До двох чи більше рас належало 3,7 %. Іспаномовні складали 12,2 % від усіх жителів.
За віковим діапазоном населення розподілялося таким чином: 36,2 % — особи молодші 18 років, 56,4 % — особи у віці 18—64 років, 7,4 % — особи у віці 65 років та старші. Медіана віку мешканця становила 25,4 року. На 100 осіб жіночої статі у переписній місцевості припадало 90,4 чоловіків; на 100 жінок у віці від 18 років та старших — 88,1 чоловіків також старших 18 років.
Середній дохід на одне домашнє господарство становив 32 966 доларів США (медіана — 30 147), а середній дохід на одну сім'ю — 38 574 долари (медіана — 32 893). 
За межею бідності перебувало 37,9 % осіб, у тому числі 42,6 % дітей у віці до 18 років та 40,9 % осіб у віці 65 років та старших.
Цивільне працевлаштоване населення становило 748 осіб. Основні галузі зайнятості: освіта, охорона здоров'я та соціальна допомога — 27,4 %, публічна адміністрація — 27,0 %, мистецтво, розваги та відпочинок — 21,8 %.